# FC Swarovski Tirol
FC Swarovski Tirol – austriacki klub piłkarski z miasta Innsbruck. Klub powstał w 1986. W tym samym roku zajął miejsce zespołu Wacker Innsbruck w austriackiej Bundeslidze. Drużyna została rozwiązana w 1992. W czasie swojego istnienia klub zdobył dwukrotnie mistrzostwo Austrii (1989, 1990). Jego spadkobiercą jest klub Tirol Innsbruck.

## Sukcesy
- Półfinał Pucharu UEFA (1 raz): (1987)
- Mistrzostwo Austrii (2 razy): 1989, 1990
- Wicemistrzostwo Austrii (1 raz): 1991
- Zdobywca Pucharu Austrii (1 raz): 1989
- Finalista Pucharu Austrii (2 razy): 1987, 1988
- Superpuchar Austrii (3 razy): 1987, 1989, 1990

## Trenerzy
- 1986-1987: Felix Latzke
- 1987-1991: Ernst Happel
- 1992: Horst Hrubesch

## Europejskie puchary
Legenda do wszystkich tabel:
- Q – runda eliminacyjna, 1/16, 1/8, 1/4, 1/2 – odpowiednia faza rozgrywek, Grupa – runda grupowa, 1r gr – pierwsza runda grupowa, 2r gr – druga runda grupowa, F – finał, R – runda, PO – play-off
- k. – rzuty karne, los. – losowanie, Dogr. – dogrywka, w. – zasada bramek strzelonych na wyjeździe

| Sezon   | Rozgrywki                 | Runda | Klub           | Dom | Wyjazd | Ogólnie |
| ------- | ------------------------- | ----- | -------------- | --- | ------ | ------- |
| 1986/87 | Puchar UEFA               | 1R    | CSKA Sofia     | 3–0 | 0–2    | 3–2     |
| 1986/87 | Puchar UEFA               | 2R    | Standard Liège | 2–1 | 3–2    | 5–3     |
| 1986/87 | Puchar UEFA               | 3R    | Spartak Moskwa | 2–0 | 0–1    | 2–1     |
| 1986/87 | Puchar UEFA               | 1/4   | Torino FC      | 2–1 | 0–0    | 2–1     |
| 1986/87 | Puchar UEFA               | 1/2   | IFK Göteborg   | 0–1 | 1–4    | 1–5     |
| 1987/88 | Puchar Zdobywców Pucharów | 1R    | Sporting CP    | 4–2 | 0–4    | 4–6     |
| 1989/90 | Puchar Europy             | 1R    | Omonia Nikozja | 6–0 | 3–2    | 9–2     |
| 1989/90 | Puchar Europy             | 2R    | FK Dnipro      | 0–2 | 2–2    | 2–4     |
| 1990/91 | Puchar Europy             | 1R    | FC Kuusysi     | 5–0 | 2–1    | 7–1     |
| 1990/91 | Puchar Europy             | 2R    | Real Madryt    | 2–2 | 1–9    | 3–11    |
| 1991/92 | Puchar UEFA               | 1R    | Tromsø IL      | 2–1 | 1–1    | 3–2     |
| 1991/92 | Puchar UEFA               | 2R    | PAOK FC        | 2–0 | 2–0    | 4–0     |
| 1991/92 | Puchar UEFA               | 3R    | Liverpool      | 0–2 | 0–4    | 0–6     |